# De Creaux
de Creaux är namnet på en svensk släkt av franskt ursprung, vars medlemmar i tre generationer var dansmästare vid Lunds universitet. Inga personer med namnet var folkbokförda i Sverige den 31 december 2023.
Följande personer i släkten är kända:
- Louis de Creaux (död 1690), dansmästare och språkmästare
- Caspar de Creaux (död 1738), dansmästare och krögare
- Ludvig de Creaux (1708–1764), dansmästare och akademiboktryckare